# 예후 (선지자)
하나니의 아들 예후 (UK: /ˈdʒiːhjuː/, US: /ˈdʒiːhuː/; 히브리어: יהוא, Yêhū "야는 그이다.")는 구약성경에 등장하는 선지자로, 기원전 9세기에 활동하였다.

## 성경적 해석
성경에 따르면, 예후는 이스라엘의 왕 바아사와 바아사 왕가를 규탄하고, 그가 백성을 그의 전임자 여로보암처럼 우상숭배의 죄로 이끌었다고 비난하였다. 예후는 이렇게 예언하였다:
내[하나님]가 너 바아사와 네 집을 쓸어버려 네 집이 느밧의 아들 여로보암의 집 같이 되게 하리니 바아사에게 속한 자가 성읍에서 죽은즉 개가 먹고 그에게 속한 자가 들에서 죽은즉 공중의 새가 먹으리라 하셨더라
그의 말은 반역자 지므리가 엘라를 암살하고, 바아사의 모든 가족과 동료들을 살해하던 바아사의 아들 엘라의 치세에 성취되었다.
예후는 유다의 왕 여호사밧에게도 도전하였다. 여호사밧과 아합의 동맹은 라못-길르앗 전투에서 아합이 죽으면서 끝났다. 여호사밧은 무사히 돌아왔으나, 예후는 사악한 아합왕을 도운 것을 질책하였다. 그럼에도 불구하고, 그가 그 땅에서 아세라 목상을 제거하고 하나님을 찾는 데 마음을 두었음으로 주께서 왕에서서 선함을 찾으셨다고 말했다.

## 가족
예후의 아버지 하나니도 선지자로, 유다의 아사 왕이 유다의 아사 왕이 북이스라엘 왕국에 대항하기 위해 시리아의 왕 벤하닷 1세와 동맹을 맺은 것을 힐책하였다.